# Antoine Fuqua
Antoine Fuqua (Pittsburgh, 19 januari 1966) is een Amerikaans voormalig videoclip- en huidig filmregisseur. De eerste film die hij regisseerde voor het grote scherm was The Replacement Killers uit 1998, nadat hij zes jaar eerder debuteerde met het direct op video uitgebrachte Inside Out IV.
Voordat Fuqua zich toelegde op het maken van films, regisseerde hij reclamespotjes en videoclips. In die laatste hoedanigheid werkte hij met onder meer Toni Braxton, Prince, Stevie Wonder en Coolio.
Fuqua trouwde in 1999 met actrice Lela Rochon, met wie hij drie kinderen kreeg.

## Geregisseerde films
- The Equalizer 3 (2023)
- Emancipation (2022)
- The Guilty (2021)
- Infinite (2021)
- The Equalizer 2 (2018)
- The Magnificent Seven (2016)
- Southpaw (2015)
- The Equalizer (2014)
- Exit Strategy (2013, televisiefilm)
- Olympus Has Fallen (2013)
- Brooklyn's Finest (2009)
- Shooter (2007)
- Murder Book (2005, televisiefilm)
- King Arthur (2004)
- Lightning in a Bottle (2004, muziekdocumentaire)
- Tears of the Sun (2003)
- Training Day (2001)
- From Toni with Love: The Video Collection (2001, muziek - Toni Braxton)
- Bait (2000)
- Usher Live (1999, muziek - Usher)
- The Replacement Killers (1998)
- Inside Out IV (1992)

## Videoclips
- 3 Doors Down - Citizen Soldier (2007)
- Pras - Blue Angels (1999)
- Usher - Bedtime (Version 2) (1998)
- Coolio - Gangsta's Paradise (1995)
- Queen Latifah - Freedom (1995)
- Stevie Wonder - For Your Love (1995)
- Arrested Development - United Front (1994)
- O(+> - The Most Beautiful Girl in the World (1994)
- CeCe Peniston - In the Mood (1994)
- Jaki Graham - Ain't Nobody (1994)
- Shanice - Saving Forever for You (1993)
- Chanté Moore - Love's Taken Over (1993)
- Toni Braxton - Another Sad Love Song (1993)